# Rosa 'Queen of Sweden'
'Queen of Sweden' ('AUStiger' es el nombre del obtentor registrado), es un cultivar de rosa que fue conseguido en Reino Unido en 2004 por el rosalista británico David Austin.

## Descripción
'Queen of Sweden' es una rosa moderna cultivar del grupo « English Rose Collection ».
El cultivar procede del cruce de planta de semillero x 'Charlotte' (arbusto, Austin, 1994).
Las formas arbustivas del cultivar tienen porte erguido que alcanza más de 100 cm de alto. Las hojas son de color verde oscuro mate de tamaño medio, follaje coriáceo.
Sus delicadas flores de color rosa claro, destacando a albaricoque. La fragancia de ninguna a una suave. Flor con 41 pétalos. El diámetro medio de 2,75". Rosas grandes, muy completas (41 + pétalos), la forma de la flor ahuecada floreciendo en ramo, en pequeños grupos.
Florece de una forma prolífica, floración en oleadas a lo largo de la temporada.

## Origen
El cultivar fue desarrollado en Reino Unido por el prolífico rosalista británico David Austin en 2004. 'Queen of Sweden' es una rosa híbrida con ascendentes parentales de cruce de planta de semillero x 'Charlotte' (arbusto, Austin, 1994).
El obtentor fue registrado bajo el nombre cultivar de 'AUStiger' por David Austin en 2004 y se le dio el nombre comercial de exhibición 'Queen of Sweden'™.
También se le reconoce por el sinónimo de 'AUStiger' y 'The Queen of Sweden'.
- La rosa fue creada antes de 2004 e introducida en el Reino Unido por David Austin Roses Limited (UK) en 2004 como 'Queen of Sweden'.[1]
- La rosa 'Queen of Sweden' fue introducida en Estados Unidos con la patente "United States - Patent No: PP 17,150  on  10 Oct 2006/Application  on  11 Jan 2005".[1]

## Cultivo
Aunque las plantas están generalmente libres de enfermedades, es posible que sufran de punto negro en climas más húmedos o en situaciones donde la circulación de aire es limitada. Se desarrollan mejor a pleno sol. En América del Norte son capaces de ser cultivadas en USDA Hardiness Zones 6b a 9b. La resistencia y la popularidad de la variedad han visto generalizado su uso en cultivos en todo el mundo.
Puede ser utilizado para las flores cortadas, jardín o portador guía. Vigorosa. En la poda de Primavera es conveniente retirar las cañas viejas y madera muerta o enferma y recortar cañas que se cruzan. En climas más cálidos, recortar las cañas que quedan en alrededor de un tercio. En las zonas más frías, probablemente hay que podar un poco más que eso. Requiere protección contra la congelación de las heladas invernales.